# جنه
- برای جزیره جنه در خلیج فارس به جنه (جزیره) رجوع نمائید.

جنه (در زبان‌های اروپایی: Djenné) شهری است در کرانه رود بانی در جنوب کشور مالی.

## تاریخچه
جنه در سال ۳۹۹ پ.م. توسط قوم بوزو در مکانی که جنه-جنو نام دارد (۱٬۵ کیلومتر بالاتر از جنه در راستای رودخانه)، بنا شد.
به نوشته سعدی مردم شهر به دلیل رفت و آمد بازرگانان مسلمان به این شهر اسلام آوردند، سلطان کنبورو اولین پادشاهی در جنه بود که اسلام آورد؛ او کاخ خود را ویران کرد و به جای آن مسجد بزرگی ساخت.
پس از گرویدن به اسلام، شهر در ۱۰۴۳م و بقولی در سده سیزدهم تغییر مکان داد.
جنه به مرور تبدیل به یک شهر بازرگانی پررونق و مرکز آموزش و تحصیل در باختر آفریقا شد. جنه نقش بزرگی در رونق تجارت صحراگذر بازی کرد و با شهر تیمبوکتو به رقابت پرداخت.
بعدها امپراتوران مالی و سُنغای بر آن چیره شدند.

## جمعیت
جمعیت آن در سال ۱۹۸۷م حدود ۱۲ هزار نفر بوده است.

## جغرافیا
جنه بخاطر معماری خشتی ساختمان‌های آن شهرت فراوانی دارد و بویژه مسجد بزرگ جنه که در ۱۹۰۷ ساخته شده، شناخته‌شده‌ترین نمونه این معماری در آن منطقه است.
مرکز شهر جنه در سال ۱۹۸۸ توسط یونسکو به عنوان میراث جهانی به رسمیت شناخته شد.